# Nikica Jelavić
Nikica Jelavić, född 27 augusti 1985 i Čapljina, Jugoslavien (nuvarande Bosnien och Hercegovina), är en kroatisk fotbollsspelare som spelar som anfallare för Lokomotiva Zagreb. Han har tidigare representerat det kroatiska landslaget i totalt 36 landskamper. 

## Karriär
Jelavić gjorde sitt första mål i den blåa Everton tröjan hemma på Goodison Park när han gjorde sin första match från start mot topplaget Tottenham Hotspurs som besegrades med 1-0 den 10 mars 2012.
Den 31 augusti 2020 värvades Jelavić av Lokomotiva Zagreb.